# Casos da Vida
Casos da Vida é uma série de telefilmes portugueses transmitida pela TVI. Estreou a 20 de Janeiro de 2008. Ao início estava programada para apenas 8 episódios, mas com o sucesso alcançado, a TVI decidiu "alargar" esta a série por mais uma temporada. A 1ª temporada termina com o caso 24, A Escolha de Camila. A 2ª temporada estreou a 7 de Setembro de 2008 com Refém do Passado. Cada episódio é um telefilme baseado numa história verídica. Durante algum tempo, a produção da TVI abriu um espaço para o envio de relatos anónimos de casos passados com quem os relatava ou com alguém próximo. Os casos mais relevantes foram devidamente adaptados para a ficção. Alguns actores participaram em mais do que um filme. A série de filmes começou a ser reexibida na TVI a partir de 30 de Março de 2020, não seguindo a ordem de episódios original.
- 1ª Temporada - 24 episódios
- 2ª Temporada - 13 episódios

## 1ª Temporada

### Noivas de Maio
Elenco
- Maria João Bastos - Victória
- Nicolau Breyner (†) - Afonso
- Marco D'Almeida - Marco
- Paula Neves - Alice
- Joaquim Nicolau - Tó
- Rita Pereira - Diana
- José Wallenstein - Jorge
- Vera Alves - Antónia
- Marisa Cruz - Anabela

### O Caso Mariana
Elenco
- Adriano Luz - Miguel
- Dalila Carmo - Teresa
- Diogo Amaral - Leonardo Sobral
- Mafalda Pinto - Carolina
- Marta Melro - Lucinda
- Carolina Machado - Mariana
- Bruno Ambrósio - Bernardo
- Ana Sofia - Rita

### O Amor não escolhe idades
Elenco
- Rita Salema - Alberta
- Jessica Athayde -Eva
- Almeno Gonçalves - Francisco
- Francisco Côrte-Real - Jorge
- Ricardo Carriço - Alexandre
- Sónia Brazão - Idália
- Guida Maria (†) - Dona Isaura
- Elisabete Piecho - Dona Mimi

### O Casal do Ano
Elenco
- Marco Delgado - Francisco
- Maria João Bastos - Susana
- António Pedro Cerdeira - Pedro
- Sónia Balacó - Paula
- Patrícia André - Marta
- Miguel Borges - Bruno

### Longe Demais
Elenco
- Maria João Luís - Paula Mendes
- Carolina Lino - Mónica Mendes
- São José Correia - Manuela Pinhão
- Vítor Norte - João Pedro Resende
- Manuela Jorge - Professora

### Chamada por Engano
Elenco
- Fernanda Serrano - Laura
- Sandra Cóias - Margarida
- Almeno Gonçalves - Francisco
- Vera Alves - Beatriz
- Ângela Pinto - Odete
- Marques D'Arede - José
- Marcantónio Del Carlo - Paulo
- António Melo - Inspector Simões

### Anjos de Serviço
Elenco
- João Reis - Dr. Rui Lisboa
- Fátima Belo - Teresa Lisboa
- João Pacheco - Daniel Lisboa
- José Wallenstein - Dr. Henrique Schneider
- José Carlos Pereira - Dr. Rodrigo Magalhães
- Diana Chaves - Drª Laura Ribeiro
- Dina Félix da Costa - Drª. Sofia Vasconcelos
- Ricardo Castro - Enfermeiro Gabriel
- Rita Calçada Bastos - Paula Santos
- Miguel Carneiro - João Santos
- Miguel Garcia - Estudante

### Primavera todo o ano
Elenco
- Maria João Luís - Irene Oliveira
- Joana Solnado - Júlia Oliveira Costa e Marta Oliveira
- Diogo Amaral - Gonçalo Branco
- Hugo Tavares - Nuno Costa
- Carmen Santos - Virgínia Silva
- Rita do Vale Capela - Joana Tristão

### Telma
Elenco
- Joana Seixas - Telma Tavares
- Manuel Cavaco - Artur Tavares
- Vitor Norte - Élvio Serrão
- André Nunes - Roberto Nobre
- Maria Emília Correia - Amália Nobre Serrão
- João Arrais - Marcelo Tavares

### Polaróides da minha avó
Elenco
- Maria do Céu Guerra - Avó
- Dimitry Bogomolov - Lucas
- Adriano Luz - Mário
- Manuela Couto - Sílvia
- Tatiana Alexandra - Maria

### A Cor dos Dias
Elenco
- Lúcia Moniz - Mónica
- José Fidalgo -João
- Mafalda Pinto - Joana
- Igor Sampaio - Manuel
- Alexandra Leite - Vitória
- Filipe Vargas - Jorge
- Maria José Paschoal - Irene

### Todos os Homens Nascem Iguais
Elenco
- Eric Santos - Francisco Martins
- Diana Costa e Silva - Maria Inês Almeida Nunes
- Maria João Pinho - Isabel Almeida Nunes
- José Carlos Pereira - André
- Ana Nave - Fátima Almeida Nunes
- Guilherme Filipe - Jorge Almeida Nunes

### A Mulher do Soldado
Elenco
- Gustavo Vargas - João Machado
- Sandra Santos - Marlene Correia Machado
- Pedro Lamares - Alberto Nunes
- Nicolau Breyner (†) - José Machado
- Teresa Madruga - Inês Correia
- Cândido Ferreira - António Correia

### Começar de Novo
Elenco
- Rita Salema - Ana Isabel
- Rita Seguro - Margarida
- Luís Esparteiro - Henrique
- João Cabral - Armando
- Igor Sampaio - Alberto
- Mina Andala - Márcia
- Ângelo Torres - Mauro

### Pecados de Familia
Elenco
- Sofia Grillo - Isabel
- Renato Godinho - Pedro
- Luís Alberto - Armando
- Rute Miranda - Rita
- Sandra Celas - Dina
- Ana Borges - Ana
- Cristina Cavalinhos - Drª Clara
- Lurdes Norberto - Alzira

### Superior Interesse
Elenco
- São José Correia - Anabela Castro
- José Neves - João Castro
- João Arrais - Vasco Castro
- Estrela Novais - D.Carmo
- Rui Madeira - Dr.Leão
- Cucha Carvalheiro - Drª Cardoso
- Luís Lucas - Procurador-Geral da República
- Sílvia Balancho - Juíza

### Divino Pecado
Elenco
- Sylvie Rocha - Silvina
- Paulo Pires - Padre Joaquim
- Sara Butler - Maria
- António Capelo - Domitílio
- Melânia Gomes - Maria das Dores (Diabolika)
- Luísa Ortigoso - Dona Zélia
- Luísa Figueiredo - Ana Cristina

### Roleta Russa
Elenco
- Sandra Cóias - Cristina Guerreiro
- Hugo Sequeira - Tiago Duarte
- Alexandre de Sousa - Gonçalo
- Sylvie Dias - Dr. Márcia Lino
- Eduardo Viana - Dr. Miguel Guerra
- Cristóvão Campos - Amadeu Tâmega-Travassos
- Ivo Lucas - Rui Tâmega-Travassos
- Paulo Matos - Dr. Jaime Miranda

### Caixinha de Música
Elenco
- Sofia Grillo - Alice Sobral
- Paulo Pinto - Jorge Sobral
- Carolina Machado - Beatriz Sobral
- Ricardo Carriço - Paulo Azevedo
- Teresa Ovídio - Laura Azevedo
- Adelaide João - Ercília Santos
- Duarte Guimarães - Luís Arruda
- José Boavida (†) - Humberto Faria

### Pretérito Imperfeito
Elenco
- Susana Arrais - Júlia
- Amílcar Azenha - Nuno
- Carla Sá - Ana
- Nuno Távora - Raul
- João Saboga - Dr. Queirós
- Henriqueta Maia - Dona Maria
- Victor Gonçalves - Pedro
- Sónia Neves - Enfermeira

### Milionária a Dias
Elenco
- Paula Lobo Antunes - Helena Santos
- Ana Zanatti - Conceição "São" Rosa Cabral
- Vítor de Sousa - Francisco Rosa Cabral
- Paulo Vintém - Alberto
- Ana Moreira - Joana Rosa Cabral
- Hugo Tavares - Vasco Albuquerque
- Edmundo Rosa - Jorge

### Vida Desfeita
Elenco
- Lúcia Moniz - Joana de Sá
- Gonçalo Diniz - Filipe de Sá
- Leonor Seixas - Vera Medeiros
- Carolina Lino - Clara de Sá
- Luís Esparteiro - Bernardo Vaz Cunha
- Irene Cruz - Amélia Rocha
- João Pedreiro - Ricardo Noronha
- Maria Carolina - Bárbara Araújo

### O Pedido
Elenco
- Vera Alves - Patrícia
- Carlos Vieira - Luís Carlos
- Diogo Amaral - João
- Rita Ruaz - Kika
- Laurent Filipe - Padre Simão
- João Melo - Fernando
- Anabela Brígida - Isabel
- José Boavida (†) - Dr.Vargas
- Guida Maria (†)
- Marques D’Arede

### A Escolha de Camila
Elenco
- Cátia Godinho - Camila
- Teresa Ovídio - Sara
- Nuno Melo - Pedro
- João Pedro Silva - Tomás
- Hugo Sequeira - Rodrigo
- Eurico Lopes - Dr. Francisco
- Sandra Santos - Vera
- Rute Miranda - Paula

## 2ª Temporada

### Refém do Passado
Elenco
- Helena Laureano - Clara Morais
- Julie Sergeant - Sónia
- Guilherme Filipe - Miguel Morais
- Guida Maria (†) - Isabel
- Renato Godinho - Bruno
- Teresa Sobral - Raquel

### Passo em Falso
Elenco
- Daniela Ruah - Rita
- Pedro Lamares - Pedro
- Adriana Moniz - Ana
- Alexandre Ferreira - Francisco
- João Grosso - Carlos
- Pedro Oliveira - Ricardo

### Último Recurso
Elenco
- Rita Seguro - Ana Paula
- Rui Luís Brás - Hélder
- João Pacheco - Benjamim
- Philippe Leroux - Luís
- Maria do Céu Guerra - Antónia

### O Caso Pouco Secreto do Dr. Gonçalo
Elenco
- Benedita Pereira - Marisa
- Miguel Damião - Dr. Gonçalo
- Mafalda Vilhena - Helena
- José Eduardo - Detective
- Sara Kostov - Sílvia
- Ana Ferreira - Anabela
- Jorge Henriques

### A Última Aposta
Elenco
- Rogério Samora - Vasco
- Sylvie Rocha - Laura
- Júlia Belard - Isabel
- Sabri Lucas - António
- Rute Miranda - Ana
- Anna Paula
- Daniel Martinho - Doutor

### Vida Dupla
Elenco
- Guilherme Filipe - Cesário
- Sofia Nicholson - Silvina
- Mané Ribeiro - Mariema
- Mafalda Luís de Castro - Ana
- Marta Andrino - Tatiana
- Marta Gil - Vera
- Nuno Pardal - Pedro
- Duarte Gomes - Dinis

### A Decisão
Elenco
- Leonor Seixas - Mafalda
- Nuno Melo - Eduardo
- João Lagarto - Sebastião
- Elisabete Piecho - Ema
- Pompeu José - Bartolomeu
- Bernardo Mendonça - Tiago
- Joana Bastos - Daniela
- Márcia Leal - Jornalista

### Lua Mentirosa
Elenco
- Sisley Dias - Jorge
- Beatriz Figueira - Lurdes
- Guilherme Peralta - Vasco
- Sónia Brazão - Nana
- Almeno Gonçalves - Roberto
- Luís Vicente - Francisco
- António Melo - Zé Manel
- Francisco Nicholson (†) - Marques
- Catarina Avelar - Idalina

### Falsas Esperanças
Elenco
- Diogo Fernandes - Rodrigo Freitas
- Dânia Neto - Carla Gomes
- Cristina Cunha - Mónica Baptista
- Margarida Cardeal - Dalila Guimarães
- Miguel Guilherme - Paulo Fortuna
- Teresa Tavares - Bárbara Andrade
- Luís Soveral - Gestor

### Pelas Próprias Mãos
Elenco
- Sandra Santos - Sónia Guerreiro
- Daniel Cardoso - Nuno Santos
- Nicolau Breyner (†) - José Matos
- Luísa Ortigoso - Laurinda Matos
- Philippe Leroux - Mário Bacherelato
- Cristiana Milhão - Matilde Matos
- Manuel Melo - António (Necas) Albuquerque
- Ângelo Rodrigues - José (Zé) João Mendes
- Rui Macedo - António (Tó) Manel
- João Vaz - Guarda Manuel
- Afonso Gonçalves - Comandante Rodrigues
- Augusto Portela - Dono do Café

### Saldo Negativo
Elenco
- Filomena Cautela - Marta
- Carmen Santos - Maria de Jesus
- Sílvia Rizzo - Adelaide (Dadinha) Telles de Melo
- Luís Esparteiro - Gonçalo Telles de Melo
- Adriano Carvalho - Luís
- Carla de Sá - Raquel
- Raquel Loureiro - Bela
- Nuno Guerreiro - Zé
- Bruna Quintas - Sara
- João Maria - Guilherme Telles de Melo
- Bernardo Chambel - Ricardo
- Miguel Matias

### À Procura de um Final Feliz
Elenco
- Julie Sargeant - Madalena
- Carolina Lino - Ana
- Duarte Figueiredo - Lucas
- Sofia Duarte Silva - Constança
- Paulo Matos - Henrique
- Igor Sampaio - Joaquim
- Ângela Ribeiro - Catarina

### Crime e Botox
Elenco
- Oceana Basílio - Clara Vasconcelos
- Pedro Lima (†) - José Maria Vasconcelos
- Eurico Lopes - Nuno Aguiar
- Patrícia Bull - Lara
- Afonso Vilela - Diogo Vaz
- Maria Henrique - Teresa Paiva
- Victor Gonçalves - Lucas
- Helena Afonso - Amparo

### Vidas Desenrascadas
Elenco
- Patrícia Tavares - Ana Isabel
- Luís Esparteiro - João
- Maria D'Aires - Maria
- Nuno Pardal -
- Mafalda Teixeira - Soraia

## Lista de episódios (Reposição 2020)
| Episódios | Transmissão                             | Dia da Semana         | Audiências (média dos episódios) |
| --------- | --------------------------------------- | --------------------- | -------------------------------- |
| 37        | 30 de Março de 2020 - 7 de Maio de 2020 | Segunda a Sexta-Feira |                                  |

|    |                                     |                     |  |  |  |
| 01 | Milionária a Dias                   | 30 de Março de 2020 |  |  |  |
| 02 | Crime e Botox                       | 31 de Março de 2020 |  |  |  |
| 03 | Superior Interesse                  | 01 de Abril de 2020 |  |  |  |
| 04 | Pretérito Imperfeito                | 02 de Abril de 2020 |  |  |  |
| 05 | A Última Aposta                     | 03 de Abril de 2020 |  |  |  |
| 06 | O Caso Pouco Secreto do Dr. Gonçalo | 06 de Abril de 2020 |  |  |  |
| 07 | Passo em Falso                      | 07 de Abril de 2020 |  |  |  |
| 08 | Chamada Por Engano                  | 08 de Abril de 2020 |  |  |  |
| 09 | O Casal do Ano                      | 09 de Abril de 2020 |  |  |  |
| 10 | Anjos de Serviço                    | 10 de Abril de 2020 |  |  |  |
| 11 | Telma                               | 13 de Abril de 2020 |  |  |  |
| 12 | Noivas de Maio                      | 14 de Abril de 2020 |  |  |  |
| 13 | Mariana                             | 15 de Abril de 2020 |  |  |  |
| 14 | Divino Pecado                       | 16 de Abril de 2020 |  |  |  |
| 15 | A Decisão                           | 17 de Abril de 2020 |  |  |  |
| 16 | Vida Desfeita                       | 20 de Abril de 2020 |  |  |  |
| 17 | O Amor Não Escolhe Idades           | 21 de Abril de 2020 |  |  |  |
| 18 | Primavera Todo o Ano                | 22 de Abril de 2020 |  |  |  |
| 19 | Caixinha de Música                  | 23 de Abril de 2020 |  |  |  |
| 20 | Refém do Passado                    | 24 de Abril de 2020 |  |  |  |
| 21 | Longe Demais                        | 27 de Abril de 2020 |  |  |  |
| 22 | A Escolha de Camila                 | 28 de Abril de 2020 |  |  |  |
| 23 | Pecados de Família                  | 29 de Abril de 2020 |  |  |  |
| 24 | Último Recurso                      | 30 de Abril de 2020 |  |  |  |
| 25 | A Cor dos Dias                      | 01 de Maio de 2020  |  |  |  |
| 26 | Roleta Russa                        | 04 de Maio de 2020  |  |  |  |
| 27 | Todos os Homens Nascem Iguais       | 05 de Maio de 2020  |  |  |  |
| 28 | À Procura de um Final Feliz         | 06 de Maio de 2020  |  |  |  |
| 29 | Pelas Próprias Mãos                 | 07 de Maio de 2020  |  |  |  |